# Аллитерация
Аллитера́ция (от лат. ad — к, при + лат. lit(t)era — буква) — приём звуковой организации стиха, состоящий в повторении одинаковых или сходных согласных в начальных слогах слов (в отличие от рифмы как созвучия концовок). В упрощенном понимании — всякий повтор сходных согласных. Служит подчеркиванию ритма и звуковому скреплению строки, а также устанавливает дополнительные переклички между словами, соотнося их по смыслу. (Осада! приступ! злые волны, / Как воры, лезут в окна. Пушкин, Медный всадник).

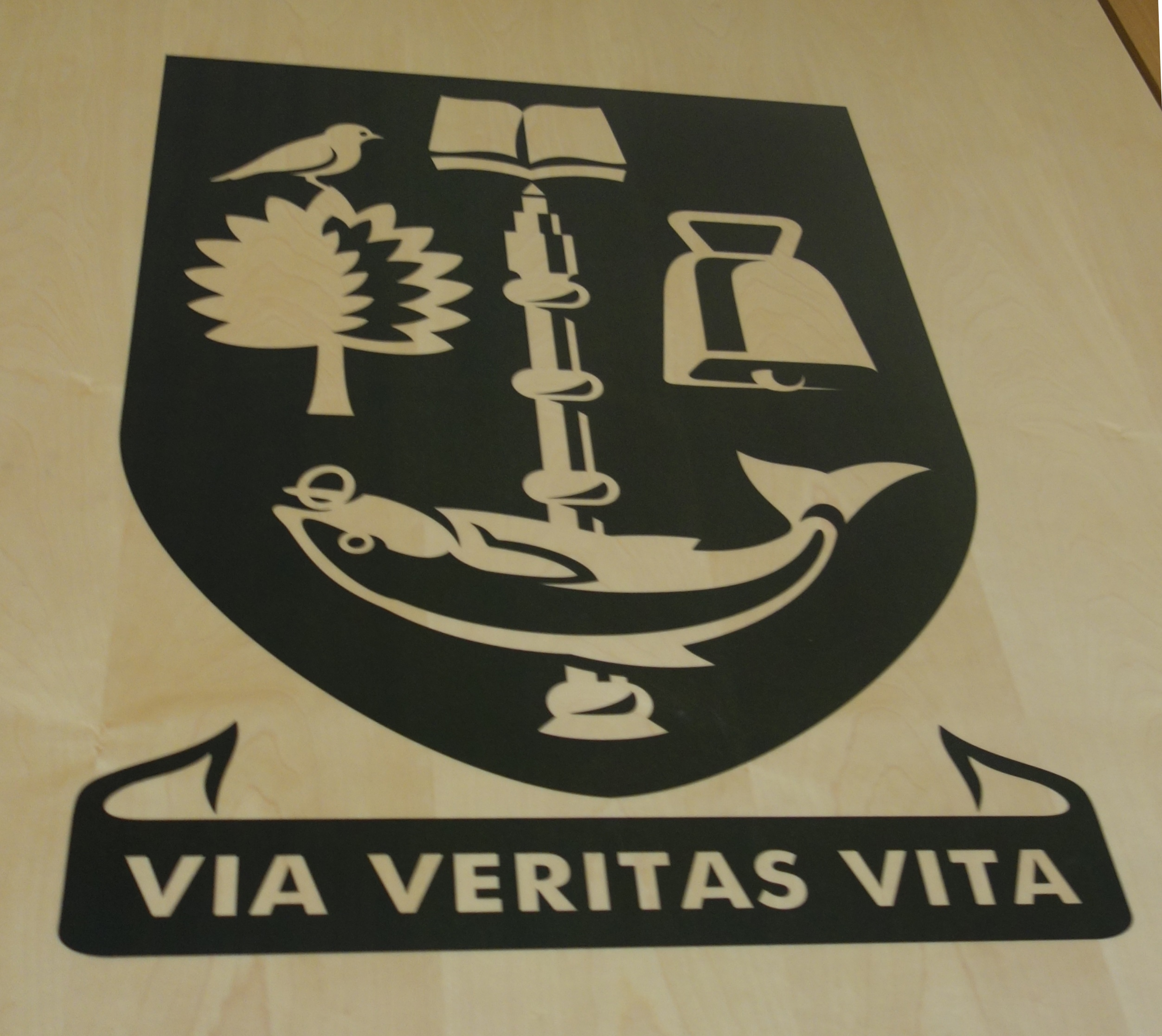
Логотип университета Глазго

Особенно заметна там, где повторяемые согласные занимают сходную позицию в слоге, слове, строке, а также если в определённом отрезке текста или на всём его протяжении превышена средняя частота использования звука.
Аллитерацию в русском стихе принято отличать от каламбура, парономазии, фигур поэтической этимологии, повторов морфем. Особым видом аллитерации является тавтограмма.
На аллитерации построены многие пословицы и поговорки (Мели, Емеля, твоя неделя), а также скороговорки (Купи кипу пик).

## Примеры аллитераций в русской поэзии
Лет до ста

          расти

                нам без старости.

Год от года

           расти

                нашей бодрости.

Славьте,

        молот и стих,

                    землю молодости.
— В. В. Маяковский «Хорошо!»

И тогда под звуки мандолины

Выйдешь ты в туман долины,

Чтобы в медленном кругу гавота

Беспокойно ожидать кого-то…
— М. А. Светлов «Песенка»

И шальной, шевелюру ероша,

В замешательстве смысл темня,

Ошарашит тебя нехорошей

Глупой сказкой своей про меня.
— Б. Л. Пастернак

Вечер. Взморье. Вздохи ветра.

Величавый возглас волн.

Близко буря. В берег бьётся

Чуждый чарам чёрный чёлн.
— К. Д. Бальмонт

Выходила к ним горилла,

Им горилла говорила,

Говорила им горилла,

Приговаривала.
— К. И. Чуковский. «Бармалей»

## Примеры аллитераций в русском хип-хопе
На пляже лёжа друг друга мажут

Что скажут не важно

Деньги равно любовь продажная

Баксы в саквояж и на вираж, набирать новый стаж

С каждым днём растёт продажа
— Паша Техник, группа Kunteynir «Пьюк»

## В зарубежной литературе
В зарубежной литературе аллитерация — повторение одинаковых или однородных согласных только в начале слова, что является частным случаем литературного консонанса, где таковые согласные имеют повторение в любой части слова.
Пример аллитерации в зарубежной литературе: few flocked to the fight.
The fair breeze blew, the white foam flew,
The furrow followed free;
We were the first that ever burst
Into that silent sea.
(Сэмюэл Тейлор Кольридж, Сказание о старом мореходе, часть вторая)
Пример литературного консонанса в зарубежной литературе: mammals named Sam.
Arma virumque cano, Troiae qui primus ab oris
(Вергилий, Энеида)
Аллитерационный стих широко применялся в древнегерманской и древнекельтской поэзии, например, в Старшей Эдде.